# Ny Telescopii
Ny Telescopii ( ν Telescopii, förkortat Ny Tel,  ν Tel) som är stjärnans Bayerbeteckning, är en ensam stjärna belägen i den södra delen av stjärnbilden Kikaren. Den har en skenbar magnitud på 5,35 och är svagt synlig för blotta ögat där ljusföroreningar ej förekommer. Baserat på parallaxmätning inom Hipparcosuppdraget på ca 20,2 mas, beräknas den befinna sig på ett avstånd på ca 162 ljusår (ca 50 parsek) från solen.

## Egenskaper
Ny Telescopii är en gulvit stjärna av spektralklass A7 III-IV där luminositetsklassen anger att den har blandade drag av underjätte och jättestjärna. Den har en massa som är ca 1,9 gånger större än solens massa, en radie som är ca 2,1 gånger större än solens och utsänder från dess fotosfär ca 15 gånger mera energi än solen vid en effektiv temperatur på ca 8 200 K.
Baserat på dess rörelse genom rymden ingår Ny Telescopii sannolikt i superhopen IC 2391. År 2010 observerades en följeslagare av magnitud 9,3 separerad från Ny Telescopii med 102 bågsekunder vid en positionsvinkel på 333°.